# Sine qua non
Sine qua non (popř. conditio sine qua non) (v množném čísle sine quibus non) je latinský výraz vyjadřující „(podmínka) bez které nelze“. Výraz patrně poprvé použil Boëthius pod vlivem aristotelské filosofie. Ekvivalentem tohoto filosofického termínu v matematice je „podmínka nutná“.